# ドラえもんのひみつ道具 (ち)
ドラえもんのひみつ道具 (ち) では、藤子・F・不二雄の漫画『ドラえもん』、『大長編ドラえもん』(VOL.1〜17)、藤子・F・不二雄のその他の著作に登場するひみつ道具のうち、読みが「ち」で始まるものを列挙する。

## チアガール手ぶくろ
チアガール手ぶくろ（チアガールてぶくろ）は、「勝利をよぶチアガール手ぶくろ」（てんとう虫コミックス23巻に収録）、『のび太の太陽王伝説』（このときは「チアガール手袋」表記）、『のび太と奇跡の島』に登場する。
チアガールのポンポンを模した道具。普段は手のひらサイズだが、女性に向かって投げると自動的に手にはまり大型化。装着した女性はチアガールと化して投げた人物を掛け声と踊りで応援し、この応援を受けている間はゲーム、スポーツ、口論と何でも必ず勝てる。手袋をはめる人物が女性であれば幼女や母親、老婆でも効果がある。
テレビアニメ第2作第2期「勝利をよぶチアリーダーてぶくろ」（2009年2月13日放送）では、チアリーダー手袋（チアリーダーてぶくろ）の名称で登場する。

## チータローション
チータローションは、『のび太の宇宙小戦争』『のび太とロボット王国』（大長編のみ）に登場する。
このローションを足に塗ると、目にも止まらぬ速さで走ることが出来る。ただし効力は短く、1キロメートルほど走ると効き目が切れる。
使用者のもともとの体力によっても個人差が表れるようで、作中ではのび太1人だけ一同より早く息切れしてしまう事となった。

## 地下工事マシン
地下工事マシン（ちかこうじマシン）は、「設計紙で秘密基地を!」（てんとう虫コミックス20巻に収録）に登場する。
設計紙で設計したとおりの地下室ができる。大きいドリルの形で、小さい穴に設計紙、大きい穴にコンクリートボンベを入れて、バルブを開く。この道具で造った部屋の床は、絨毯みたいにふかふかになる。
のび太が書いた設計紙にあった司令室もきちんと作られ、そこでは眼球型飛行カメラ（壁や土も通り抜ける）を通した映像をモニターテレビで見たり、ドロンコ、クシャミ、ベトベト、カユイカユイ、ゲラゲラなどのミサイルを発射したりできる。

## 力電池
ウルトラスーパー電池とは異なる。
力電池（ちからでんち）は、「力をためる力電池」（ぴっかぴかコミックス12巻に収録）に登場する。
この道具を体につけてジーッと動きを止めていれば、その間の力が蓄積され、後で体を動かしたときに力が何倍にもなる。力をためた後に大きな動きをすると蓄積した力が自動的に発揮され、メーターが0に戻る。

## 地球引力脱出ペダル
地球引力脱出ペダル（ちきゅういんりょくだっしゅつペダル）は、「コメットハンターに挑戦!」（藤子・F・不二雄大全集第14巻に収録）に登場する。
シーソー型投石器。一方のペダルに宇宙に飛ばしたいものを乗せ、もう一方のペダルを踏むと、一方に乗せたものが大気圏を越えて宇宙に到達し、地球の衛星になる。

## 地球下車マシン
地球下車マシン（ちきゅうげしゃマシン）は、「地球下車マシン」（てんとう虫コミックス35巻に収録）に登場する。
ズボンのポケットにも入る程度の大きさの道具。この道具のダイヤルを回すと、この道具を身につけている者あるいは物は、地球の自転の影響を小さく調節することができる。傍から見ると必ず地球の自転と逆の方向、つまり東から西に移動するように見える。周りが地球の自転によって移動している中で、対象だけが地球の自転の影響が小さいため、結果的に使用対象が西方向へ移動することになる。作中でドラえもんはのび太にこの道具の機能を説明する際、地球を巨大な観覧車に例え「（対象を）その観覧車から降ろすようなもの」と言っている。
乱用するとダイヤルの取っ手が外れて壊れてしまい、調節ができなくなると同時に自転の影響をほぼ完全に受けなくなる。つまり使用対象にとって、重力の方向が下ではなく西方向に働くような感じになる。

## 地球セット
地球セット（ちきゅうセット）は、「地球製造法」（てんとう虫コミックス5巻に収録）に登場する。
地球の誕生から成長に至るまでの姿を観察するためのセット。プラモデルを思わせる箱に材料と器具がすべて入っている。この材料を使い、原始太陽系の環境を再現して地球を作り上げ、育てることができる。作られた地球は目測直径30センチメートルほどの小ささではあるものの、模型などではなく本物同様の海や陸があり、進化に伴って生物も発生する。
セット内容は以下の通り。
- 宇宙台紙
- ちりA、ちりB、ガス
- 太陽ランプ
- 宇宙どけい
- かんさつ鏡

床の上に方眼紙のような「宇宙台紙」を広げ、瓶入りの「ちり」A、Bを蒔き、スプレー缶状の「ガス」を吹き付け、太陽光線がわりに「太陽ランプ」の光を当てることで準備完了。「宇宙どけい」の針を進めると、1分につき1億年の割合で歴史が進み、地球が形成される。精巧な作りだが、大きさ相応の強度しかなく、2階程度の高さから落ちると地球は崩壊してしまう（その際、内部では大地震が起こる）。
「かんさつ鏡」はメガホンのようなスコープで、地球に当てることで地表の様子を観察できる。また、「かんさつ鏡」のレンズを外して中に飛び込むと、ガリバートンネルと同様の要領で体がミクロ化し、作られた地球の上に降り立つことができる。
この話でドラえもんは「未来の世界にはプラモデルなんてないの!」と発言しているが、後に「実物大プラモ」「プラモ化カメラ」「キャラクター商品注文機」「タイタニックロボのプラモ」「自然観察プラモシリーズ」などが登場している。このためテレビアニメ第2作2期では「未来の世界だってプラモはプラモだよ！ そんなに特別すごいプラモなんかないの！」という発言になっている。
似た趣旨の道具に『創世セット』がある。

## 地球はかいばくだん
地球はかいばくだん（ちきゅうはかいばくだん）は、「ネズミとばくだん」（てんとう虫コミックス7巻に収録）、テレビアニメ第2作第2期「驚音波発振機」（2005年5月6日放送）に登場する。また映画『新・のび太と鉄人兵団 〜はばたけ 天使たち〜』には、外見が全く同じ道具がミサイルとして登場する。
家にネズミが出てパニックになったドラえもんが出した道具だが、これに慌てたのび太とママ（玉子）が「ドラえもんの勢いに驚いてネズミは逃げていった」という内容の演技をしてごまかし、ドラえもんは正気に戻ったため、実際に使われることはなかった。
作中では使用されたことがないため、その使用方法や、実際に地球を破壊出来るほどの威力があるのかも不明。また、未来での一市民に過ぎないドラえもんが、なぜこのような大量破壊兵器と思しき危険なひみつ道具を所有しているのかも謎であり、これはあくまで商品名で実際にはそこまでの破壊力はないのでは、という見解もある。
「ネズミとばくだん」の初出（『小学五年生』1974年10月号に掲載）では、名称は「原子爆弾」だったが、単行本収録時に現在の名前に改められた。原子核と電子の構造を表す記号が描かれているのはその名残である。
「恋するドラえもん」（てんとう虫コミックス27巻に収録）に外見が全く同じ爆弾が登場するが、同じく使用されなかった（後述の未来爆弾も参照）。
テレビアニメ第2作第1期「ミニドラ救助隊」（1994年3月11日放送）では白い紙をネズミと勘違いしてドラえもんが出した巨大サメ型爆弾が登場する。地球はかいばくだんとほぼ同じ大きさであり状況も似ているが、この爆弾を出す際のドラえもんは「こいつでぶっ飛ばしてやる！」としか発言しておらず道具名は不明であり、また使用もされていない。
漫画の『ザ・ドラえもんズスペシャル ロボット養成学校編』でも登場したが、当然止められた為、使われる事は無かった。
未来爆弾
テレビアニメ第2作第1期「ぼく、失恋しちゃった」（「恋するドラえもん」のアニメ化作品。1982年10月22日放送）に登場。地球はかいばくだんとは別の道具として扱っている。
ミニ地球はかいバクダン
てんとう虫コミックス「ドラえもんゲームコミック ザ・ドラえもんズ」の『ドラえもんズ、仲間割れ!?』（「ザ・ドラえもんズ」6巻に収録）に登場。
ドラえもんの道具。その名が示すとおり、地球はかいばくだんの小型版で、大きさは目測10センチメートル程度。その大きさに比例し、爆発の規模は「地球破壊」にはほど遠いが、それでもビル爆破用に使用されるダイナマイトに近い威力を持つ。
銀河はかいばくだん
テレビアニメ第2作第2期「ネズミ年だよ!ドラえもん」（「『スパルタ式にが手こくふく錠』と『にが手タッチバトン』」のアニメ化作品。及び「もうすぐネズミ年だよ、ドラえもん」のリメイク作品。2019年12月28日放送）に登場。
ネズミを見てパニックになったドラえもんが取り出した道具。実際に使われることはなかったが、この道具を出した際にドラえもんが「天の川銀河を吹き飛ばす」ことができると読み取れる言葉を口にしている。公式サイトでは「銀河全てを破壊するほどの威力を持つ爆弾」と解説されている。

## チクタクボンワッペン
チクタクボンワッペンは、「チクタクボンワッペン」（てんとう虫コミックス『ドラえもんプラス』6巻に収録）に登場する。
針のない時計文字盤を模したワッペン。これにペンなどで分針を書き込んで人に貼ると、分針が時計のように進み、12時の位置にきたとき、時限爆弾のように爆発を起こす。威力は人が黒焦げになってひっくり返るほど。

## ちく電スーツ
ちく電スーツ（ちくでんスーツ）は、「ちく電スーツ」（てんとう虫コミックス13巻に収録）に登場する。
ウェットスーツのようなスーツ。これを素肌の上に直に着用して動き回ると静電気が起き、どんどん蓄積されていく。周囲に人がいると、電気によってピリピリとした感触を受ける。しかし専用のアース（接地線）を付けておかないと過剰に電気がたまり、間もなく1万ボルトを超えた放電が始まるため、非常に危険。電気が溜まった状態で電化製品のプラグを持ったり、電球を口に銜えたりすると、電化製品などが使える。
原作本編ではアースを付ける場面は描かれなかったが、書籍『ドラえもん全百科』などの図解によると、アースジャックは股間にある。

## 地図ちゅうしゃき
地図ちゅうしゃき（ちずちゅうしゃき）は、「地図ちゅうしゃき」（てんとう虫コミックス45巻に収録）に登場する。
ドラえもんの背丈程もある大きな注射器。上部の穴に送りたい荷物を入れて地図に針を刺すと、刺した場所に実際に荷物が届くというものである。送りたい場所に正確に刺すには虫眼鏡を使うといった工夫も必要。注射器を押す力加減や刺す深さによって荷物の届く高さが変わり、作中ではのび太がジャイアンの家にスネ夫から借りた漫画を送ろうとしたところ、家から離れた場所に送ってしまったり、屋根の上に届いたり、深く刺しすぎて床下に送ってしまうということがあった。

## 地中潜望鏡
地中潜望鏡（ちちゅうせんぼうきょう）は、「しずめ玉でスッキリ」（てんとう虫コミックス24巻に収録）に登場する。
この道具を使うと、土の中や床の中に埋まっている物を見ることができる。

## 地中つりざお
地中つりざお（ちちゅうつりざお）は、「空き地のジョーズ」（てんとう虫コミックス30巻に収録）に登場する。
魚釣りのように地中の物を釣り上げることのできる釣竿。作中では、「サカナコイコイゲート」と「サカナキタキタゲート」で地中に誘い込んだ魚を釣り上げるために使用した。

## 地中レンズ
地中レンズ（ちちゅうレンズ）は、「地震なまず」（てんとう虫コミックス26巻に収録）に登場する。
虫眼鏡を象った道具。これを使うと土の中や床の中に埋まっている物を見ることができる。

## チップストッパー
チップストッパーは、「町内突破大作戦」（てんとう虫コミックス42巻に収録）に登場する。
「コノ道トーリャンセチャート」、「障害チップ」を使って誰かに安全経路を指示しているときに使う、先端がT字型の棒といった形の道具。この道具で、チャート上で経路を阻む黒の障害チップを押さえると、実際に経路を阻んでいる者が偶然の出来事によって動きを封じられてしまう。ドラえもん曰く「荒っぽ過ぎるので無闇に使えない」。
作中では、のび太が犬に追われている際、チャート上で犬を示す黒チップを押えたところ、道端の看板が突然倒れて、犬が下敷きになってしまった。

## チッポケット二次元カメラ
チッポケット二次元カメラ（チッポケットにじげんカメラ）は、「チッポケット二次元カメラ」（てんとう虫コミックス20巻に収録）に登場する。
このカメラで人や物などを写すと、写した物が写真に取り込まれる。この写真にお湯（お湯に限らず温かい液体であれば何でも可。また、人間の体温程度の温度でも効果がある）をかけると元の状態に戻る。作中では、のび太が金儲けをしようとして、不用品の整理や道路に停めてあって邪魔な車、旅行の間預ける犬、ジャイアンの母ちゃんやドラえもんの写真を集めて目についたアルバムにはさんでおいたのだが、玉子が誤って魔法瓶の湯をこぼし、アルバムにはさまっていたのび太が集めた写真が全部元の姿に戻ってしまった。
コロタン文庫『新ドラえもん全百科』では、レンズキャップを付けたままで撮ると、真っ黒な写真が出てきて、お湯をかけると黒い立方体が浮かび上がるとされている。

## 地底探検車
地底探検車（ちていたんけんしゃ）は、「地底の国探検」（てんとう虫コミックス5巻に収録）、「ネッシーがくる」（同6巻に収録）に登場する。
ドラミが所持する道具。外見は穴ほり機に酷似した地底戦車タイプの乗り物で、前方にドリル、装軌走行式で操縦席はガラス張り。定員2名。現在何メートルまで掘ってあるかを示す器具もある。「穴掘り機」と比べても掘る速度が非常に速く、東京のとある公園の池とネス湖を繋げるため、1週間で掘り抜いた実績を持つ（「穴掘り機」は都内である野比家とのび助の会社との間を掘り抜く際、数日かかるとドラえもんが見立てている）。また、地球のコアを通過しても耐えられる構造になっており、防水性も高い。
ただし地球のコアに関してはドラえもんの物言いから、設計上耐えられるような構造ではあるが、入る角度によっては危険である可能性がある。
オプションとして自動操縦装置を取り付けることもでき、無人で指定した場所へ送り込むこともできる。また、自分より大きな物体を電気掃除機のように吸い寄せ牽引する機能も備えている。
テレビアニメ第2作第1期の「地底の国の冒険」（1993年1月8日放送）では、ドラえもんの道具として登場する（ただし、原作とは異なり、原作でドラミだったところがドラえもんに差し替えられており、終盤の時にドラミが登場し、ドラミの地底探検車で帰っている）。
氷底探検車
『ドラえもん のび太の南極カチコチ大冒険』に登場する。こちらは地底探検車よりも大型で、分厚い氷の下を掘り進むことが出来る。ジェット装置も付いており、氷を掘り抜いて落下しそうになったとしてもジェットで浮遊することが出来る。

## 地平線テープ
地平線テープ （ちへいせんテープ）は、「地平線テープ」（てんとう虫コミックス28巻に収録）に登場する。
これを部屋の壁と壁の間に張ると挟間の壁が消え、地平線が広がっているのみの世界へ通じる。地平線テープによって作られた世界は一種の異次元空間であり、地面と空がある以外は星や太陽などは一切ない。貼った地平線テープが切れると壁は元の壁へ戻ってしまい、二度と元の世界へ戻れなくなる。異次元である為、どこでもドアで戻ることもできない。
ただし、地平線テープを複数個所で使用していた場合、そこで繋がる異次元空間は同一の空間であり、上記のようにテープが切れて戻れなくなっても、別の場所に地平線テープによる出入口があれば、そこを通じて元の世界へ戻ることができる。

## チャンスカメラ
チャンスカメラは、「『チャンスカメラ』で特ダネ写真を…」（てんとう虫コミックス『ドラえもんプラス』4巻に収録）に登場する。
事件が起こりそうなときに、所持者をあらかじめその場所に連れていき、事件の決定的瞬間を撮影することができるカメラ。事件の程度は裏面のレバーを切り替えることで「身の回りレベル」や「社会的レベル」など選ぶことができる。このうち「インチキレベル」に設定すると、大した事件でないものが、まったく別の大げさな事件であるかのように撮影することができる（たとえば投げられた灰皿がUFOのように写るなど）。また「予知ボタン」を押してレンズを覗くと、どんな場面が写るか見ることができる。

## チャンバラ刀
チャンバラ刀（チャンバラがたな）は、「ドラえもん大事典」（てんとう虫コミックス11巻に収録）に登場する。
この刀で人を切りつけると、本当に切断される。ただし、死んだり怪我を負ったりするわけではなく、専用の糊を使うと元通りにくっつけることができる。

## チャンピオングローブ
チャンピオングローブは、「ペンシル・ミサイルと自動しかえしレーダー」（てんとう虫コミックス『ドラえもんプラス』5巻に収録）に登場する。
ボクシンググローブを象った道具。これを手にはめれば、のび太のような非力な者でも勝てると劇中でドラえもんが説明を加えているが、全く使用されなかった。
原作ではほとんど出番の無い道具だが、コンピュータゲームでは『ギガゾンビの逆襲』を初め、いくつかの作品に攻撃手段として登場する。
テレビアニメ第2作第1期「自動ぶんなぐりガス」（原作「自動ぶんなぐりガス」のアニメ化作品。1989年5月19日放送、ビデオソフト未収録）ではジャイアンに仕返しをしたいのび太のためにドラえもんが出している。原作でも同型の道具が登場しているが名称は不明。アニメでの初登場時は赤色だったが、この作品では黒色になっている。

## チューケンパー
声 - 不明（1981.11）→二又一成（2009.11-）
チューケンパーは、「チューケンパー」（てんとう虫コミックス『ドラえもんプラス』4巻に収録）に登場する。
犬型のロボット。スイッチを入れて最初に見た者に対して忠実になり、その相手の望むことであれば何でも実行する。ただし主人となった者が本気にしていなくても、言葉に出したり、態度で示したことにはすべて反応してしまうので、あまり融通はきかない。また人間の言葉も話せないので、意思疎通することは難しい。

## 注射器型の道具
注射器型の道具は、「ペタリぐつとペタリ手ぶくろ」（藤子・F・不二雄大全集2巻に収録）に登場する。
作中ではこの道具の名称は呼ばれないため、ここでは便宜上「注射器型の道具」と呼称する。
これを注射すると、全ての病気を完全に治すことができる。ドラえもんによると「ぼくらの時代の科学では、治せない病気なんかない」とのことで、劇中では誕生直後から自分の足で歩けず、医者からも治せないと診断された難病をこの注射で完治させた。
類似品に「万病薬」がある。

## チューシン倉
チューシン倉（チューシンぐら）は、「チューシン倉でかたきうち」（てんとう虫コミックス『ドラえもんプラス』6巻に収録）に登場する。
倉を象った小さな道具。この倉の中に、憎い相手の名前を書いた紙を入れると、赤い紙が出てくる。その赤い紙を誰かに渡すと、その渡された者が憎い相手に復讐する。赤い紙を渡された者は強制的に復讐をしなければならないが、渡された者や憎い相手によって時間が掛かる場合もある（作中では赤い紙を渡されたスネ夫がジャイアンに復讐しようとした際、ジャイアンに怯えてうずくまっていた）。復讐を行う最中に別の憎い相手を変更することも可能である。
作中ではのび太はこの道具を使って、自分を何回も叩いておきながら一回殴り返された事だけママに告げ口したスネ夫（復讐した者はジャイアン）、その事情も聞かずに一方的にのび太のせいにした玉子（復讐した者はドラえもん）に復讐した。自分を殴ったジャイアンにも復讐しようとスネ夫達に赤い紙を渡したが、この道具の秘密を知ったスネ夫が蔵の中に入っていたジャイアンの紙をのび太の紙と取り換えた事で、赤い紙を渡された者はのび太に復讐しようとした。
名前は「忠臣蔵」に由来する。
同原作者のアニメ『キテレツ大百科』にも同音の道具「忠臣倉」が登場するが、武家屋敷の倉型のからくり人形で性能などもまるで異なっている。

## 超巨大スクリーン立体テレビ
超巨大スクリーン立体テレビ（ちょうきょだいすくりーんりったいテレビ）は、「巨大スクリーンの中へ」（てんとう虫コミックス32巻に収録）に登場する。
部屋いっぱいはあろうかという巨大なテレビ。外観は巨大ではあるものの薄っぺらな四角の枠のようで、画面らしきものはないが、ちゃんと枠の中にテレビが映る。巨大だけに迫力が段違いである上、立体なので見る角度を変えれば、本来テレビ放送で写らないアングルも見える。
さらに枠内はテレビ放送の中の世界に通じており、見ている人はテレビの中に入ることもできる。出演者がズームアップしている時に入ってしまうと、テレビの中では出演者がみんな巨大なので、巨大な足に踏み潰されそうになる羽目になる。原理は不明だが、テレビの中の世界は一般の家庭用テレビにも通じており、この道具でテレビの中の世界に入ると、家庭用テレビにもその入った人の姿が映っている。テレビの中に入った後、立体テレビのスイッチが切られてしまうと、テレビの中とこちらの世界とをつなぐ出入口が消え、こちらへ帰れなくなってしまう。
てんとう虫コミックススペシャル「ザ・ドラえもんズ スペシャル」の『勇者のび太』（スペシャル2巻に収録）ではドラメッドIII世の道具として登場。
ドラメッドの物独自の機能かどうかは不明だが、ビデオデッキを内蔵している。また、人が画面の中に入った後でチャンネルを変えられてしまうと、スイッチを切ったときと同様に出入口が消えてしまうという危険性が示唆されている。作中ではのび太が画面の中に入った後、テレビの中の世界で一度死んでしまうが、その番組を録画したテープを再生し、死ぬ前ののび太を画面内から外へ連れ出すことでことなきを得た。

## 長距離風船手紙コントローラー
長距離風船手紙コントローラー（ちょうきょりふうせんてがみコントローラー）は、「風船がとどけた手紙」（てんとう虫コミックス39巻に収録）に登場する。
風船につけた手紙を飛ばし、それを好きな人に拾わせるための機械。風船の行方がコントローラーのモニターに表示されるので、それで行方を確認しつつ、コントローラーで操縦する。

## 頂上とりかえ機
頂上とりかえ機（ちょうじょうとりかえき）は、「ドラえもん大事典」（てんとう虫コミックス11巻に収録）に登場する。
登山の途中でこの道具を使用すると、現在地が盛り上がって山頂となり、逆に本来の山頂はその分へこんで低くなる。
なお、「ドラえもんの学習シリーズ　ドラえもんのかん字じてん　ステップ１」での「ちょう上とりかえき」は「アベコンベ」に似た道具で、空き地の一部分と富士山の山頂を取り替えた。

## 超速達切手
超速達切手（ちょうそくたつきって）は、「もはん手紙ペン」（てんとう虫コミックス23巻に収録）に登場する。
手紙にこの切手を貼ると、すぐに郵便配達員が受け取りにやってきて、直接宛先の相手のもとまで届けてくれる。

## チョージャワラシベ
チョージャワラシベは、「チョージャワラシベ」（てんとう虫コミックス13巻に収録）に登場する。
外観はわらしべで、ストローのようにも見える(実際にストローとして使えるが)。
欲しい物を言い聞かせ、これを持ってあちこちをうろつくと、おとぎ話『わらしべ長者』のように、行く先々で出会う人が次から次へと別の物に交換してくれ、最終的には目当ての物を手に入れることができる。
ただし、同音異義語のようなものの判別はできないため、目当ての物が手に入るかどうかは運次第である。
例えば、作中ではジャイアンがモデルガンを頼んだら、「モデルルーム」と書かれた看板にガンと頭をぶつけて「それがモデルガン」と言われた。(アニメでは「モデルがガーンとぶつかって、モデルガーンなんちゃって」)

## チョーダイハンド
チョーダイハンドは、「チョーダイハンド」（藤子・F・不二雄大全集第16巻に収録）に登場する。
指揮棒くらいの細い棒の先に手を模した物が付いている道具。他人の物が欲しいときにこれを差し出して「ちょうだい」とねだると、何でももらうことができる。この道具を使っている限り、相手は決して拒むことができない。

## チリつもらせ機
チリつもらせ機（チリつもらせき）は、「「チリつもらせ機」で幸せいっぱい?」（てんとう虫コミックス『ドラえもんプラス』6巻に収録）に登場する。
欲しい物があるとき、指定した範囲からその同じ物の僅かな部分のみを寄せ集めて凝縮し、手元に出現させる機械。たとえばドラえもんはどら焼きが欲しいあまり、日本中にある無数のどら焼きから、目に見えないほど僅かな部分を凝縮し、手元に目測直径30センチメートルほどのどら焼きを出現させた。ドラえもんはどら焼きを生成する際「これは恥ずかしいことだ」と一度は使用を躊躇っていた。食べ物だけでなく、毛髪を増やしたり土地を広くすることもできる。のび太は最初、日本中の人間から1円ずつ貰って、たちまち1億2千万円のお金持ちになろうとするがドラえもんに反対された為、仕方なく庭を広げ、「のび太野球場」や「のび太ゴルフ場」などの建設を練ることにする。しかし、広くなった庭の草むしりに疲れ果ててしまうだけではなく、土地を広くしたが為に税務署の人間がやって来て莫大な額の固定資産税を請求され、住民からの反対運動も起きてしまい、のび太はまた母の玉子に怒られる羽目になった。

## チルチルペンキとミチルあみ
チルチルペンキとミチルあみは、『しあわせをよぶ青い鳥』（てんとう虫コミックス22巻に収録）に登場する。
エアブラシのような形状の射出口を持つ「チルチルペンキ」と、単なる捕虫網のような「ミチルあみ」のセット。文字通り、モーリス・メーテルリンクの童話『青い鳥』が発想ベースとなっているが、こちらはどんな鳥でもペンキを浴びせれば「青い鳥」になって、15分以内に幸運が訪れると言うもの。15分経つとペンキの色は落ちる。
チルチルペンキの対象は「鳥類」に限らず、「借金取り」でも効果がある。